# Anita Cifra
Anita Cifra (n. 6 august 1989, în Békés) este o handbalistă maghiară care evoluează pentru Ferencvárosi TC pe postul de pivot. De asemenea, ea joacă și pentru naționala Ungariei, la care a debutat pe 6 martie 2009, împotriva Suediei.

## Palmares
- Nemzeti Bajnokság I:
  - Medalie de argint: 2012

- Magyar Kupa:
  - Medalie de bronz: 2010

- Cupa Cupelor EHF:
  -  Câștigătoare: 2012